# 馬鈇
馬鈇（1513年—？），字肅容，號南川，河南歸德府睢州人，軍籍，明朝政治人物。同進士出身。

## 生平
嘉靖十九年（1540年）庚子科河南鄉試第四十名舉人。嘉靖二十九年（1550年）中式庚戌科會試第三百十八名，三甲第二百零八名進士。歷山西襄垣縣知縣，升南京户部四川司主事。

## 家族
曾祖馬賢，歲貢生；祖父馬成；父馬文舉，母翟氏。慈侍下。兄馬欽（訓導）、弟馬鈒。